# Hagen Kopp
Hagen Kopp (* 1960) ist ein deutscher Menschenrechtsaktivist. Sein Einsatz erstreckt sich von Themen wie Antimilitarismus und Umweltschutz bis hin zu Antirassismus und Migration.

## Aktivismus
Kopp arbeitet als Lagerist in Frankfurt am Main. Er engagiert sich seit den späten 1970er Jahren in verschiedenen sozialen Bewegungen. Seit 1992 unterstützt Kopp aktiv den Kampf von Flüchtlingen und Migranten für ihre Aufenthalts- und sozialen Rechte. Seine Bemühungen umfassen rechtliche Beratung, kollektive Bleiberechtsinitiativen, Demonstrationen und Kampagnen gegen Abschiebungen.
Im Jahr 1997 war Kopp Mitbegründer des bundesweiten Netzwerks "kein mensch ist illegal", das sich gegen die Kriminalisierung von "Sans papiers" (Papierlose) richtet. Unter diesem Netzwerk wurde von 1998 bis 2001 die Kampagne "Stop Deportation Class" ins Leben gerufen, die sich gegen Fluggesellschaften richtete, die Abschiebungen durchführten. Diese Kampagne führte dazu, dass Unternehmen wie die Lufthansa erklärten, sie würden keine Menschen gegen ihren erkennbaren Willen mehr transportieren. Kopp war auch an der Organisation von "Nobordercamps" beteiligt, antirassistischen Aktionswochen, die sich mit den Brennpunkten des europäischen Grenzregimes befassten. Diese Camps fanden sowohl in der Nähe der deutschen Grenze als auch international statt, wie zum Beispiel 2007 in der Westukraine und 2009 auf Lesbos.
Seit 2011 hat Kopp seinen Fokus auf die Situation von Boatpeople im Mittelmeer gelegt. Er war maßgeblich am Aufbau der transnationalen Monitoring-Plattform "Watch the Med" beteiligt, die die Situation von Geflüchteten und Migranten in Booten überwacht. Aus dieser Initiative entstand das Alarm Phone, eine Hotline, die von Teams rund um die Uhr betrieben wird, um in Seenot geratene Menschen zu unterstützen und ihre Rettung zu koordinieren. Seit seinem Start im Herbst 2014 hat das Alarm Phone über 2500 Booten in allen Regionen des Mittelmeers Hilfe geleistet.

## Rechtsstreit
Aufgrund seines Engagements für Geflüchtete stand Kopp vor Gericht, weil er im Impressum der Website aktionbuergerinnenasyl.de dazu aufgefordert hatte, von Abschiebung bedrohten Menschen Asyl zu gewähren und sie notfalls in Wohnungen zu verstecken. Die Staatsanwaltschaft warf ihm eine öffentliche Aufforderung zu Straftaten vor. Obwohl Kopp im Juli 2020 vom Amtsgericht Aschaffenburg freigesprochen wurde, hat die Staatsanwaltschaft Berufung eingelegt, weshalb der Fall neu verhandelt wird. Kopp bleibt trotz rechtlicher Auseinandersetzungen aktiv und ruft weiterhin zu Aktionen gegen Abschiebungen und für Schutzräume für Geflüchtete auf.

## Auszeichnungen
- 2020/2021: Menschenrechtspreis der Stiftung Pro Asyl (Watch the Med – Alarmphone)[5]